# Плешкані
Плешка́ні — село в Україні, у Золотоніському районі Черкаської області. Входить до складу Гельмязівської сільської громади.

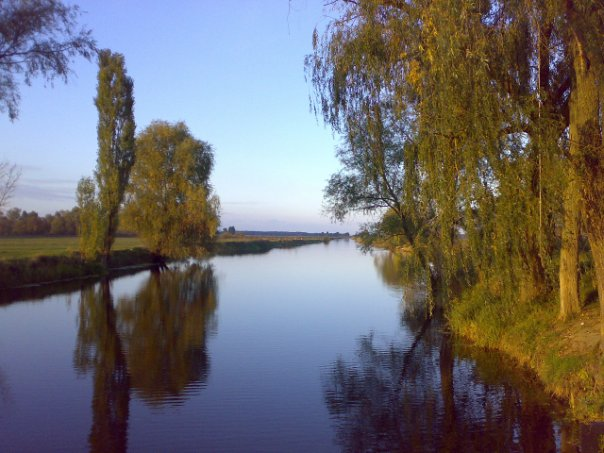
Річка Супій

Розташоване за 45 км від районного центру — міста Золотоноша на березі річки Супій. Місцевість села рівнинна лісостепова і лише на південних та північних околицях села зустрічаються схили від 6° до 20°.
Найближчими сусідами Плешканів є села Гельмязів, Підставки, Каленики, Коврай-2. Загальна площа села 193 га, У цьому населеному пункті 7 вулиць, 2 майдани і 4 провулки, сільські дороги простягнулися загалом на 10 км. Назви основних сільських кутків — Брід, Новоселиця, Левада, Луки, Солонець, Хутірець.
У селі нині налічується 287 дворів із населенням 570 жителів. Тут спостерігаються типові для сучасного українського села тенденції, пов'язані зі скороченням населення. Так, у 2010 р. народилося лише 6, померло 11.Щодо механічного руху населення, то в Плешканях ситуація дещо найкраща, ніж в інших селах: за останні роки сюди прибуває більше родин, ніж вибуває. Налаштовує на певний оптимізм і те, що майже 48 % населення села — молоді люди віком до 35 років. Найпоширеніші прізвища сільських мешканців — Денисенко, Семенець, Степанець. До жителів села слід звертатися плешканівчани, плешканівці.

## Історія
Історія Плешканів започаткована ще в козацьку добу, вік села — вже близько 350 років. На Боплановій карті це поселення ще не позначене, а вперше згадується воно в «Переписних книгах 1666 р.» як «село Плешкановъ». За переказами походження назви села слід пов'язувати з прізвиськом його першопоселенця — Плешканя. Слушною видається думка про молдавське походження цього антропоніма. Очевидно, його утворено від молдавського іменника «плешка»(лисина) чи прикметника «плеш»(лисий) і тут міститься натяк на зовнішність носія цього прізвиська, яке згодом було зафіксовано як прізвище. За переписом 1666 року в селі було 5 селян, 3 бобелі (безземельні), 110 козаків.
Плешканівський козацький курінь був складовою частиною Гельмязівської сотні Переяславського полку. У другій половині XVII і першій третині XVIII ст. село належало до «вільних військових маєтностей», а з 1737 р. більша частина його земель була передана генеральному військовому писарю Андрію Безбородьку.
У 1729 році — 183 двори, 341 козак, 395 селян, 10 млинів, 957 десятин громадської землі. У 1885 році — 232 двори, 1165 осіб населення, з них: 170 козацьких дворів, 52 державних селянина, 51 безземельний, 66 бідняків. У селі було 33 господарства, у яких земля оброблялася своєю худобою, і 23 господарства обробляли землю за допомогою найманої худоби. У селі було 28 вітряків, 2 олійниці, 2 шинки. На той час письменними були 23 особи.
Село є на мапі 1812 року.
У XIX — на поч. ХХ ст. Плешкані належали до Гельмязівської волості. За переписом 1910 р. у селі налічувалося 292 господарства, у тому числі 197 козацьких і 65 селянських. Населення сягнуло 1636 жителів. У селі на той час працювали 21 вітряк, олійниця, 4 кузні, цегельня, Частина жителів займалися ремеслами, серед них 9 теслів, 5 кравців, 6 шевців, 4 ковалі, 1 слюсар, 12 ткачів.
Духовним центром Плешканів стала споруджена в 1853 р. Преображенська церква, пам'ятка дерев'яної культової архітектури. У 1860 р. тут було відкрито церковно-парафіяльну школу, її фундатором став Ф.Виговський. Лише 463 селяни були письменними, це становило 28 %. На той час сім плешканівчан статисти віднесли до людей інтелігентних занять.
За переписом середини 20-х років минулого століття у Плешканях, які тоді були центром сільської ради Гельмязівського району, налічувалося вже 418 дворів із населенням 2076 жителів (1022 чоловіки і 1054 жінки). Наприкінці 1920-х рр. у селі з'явилися перші осередки колективної праці, зокрема комуна «Незаможник». Згодом було організовано колгосп ім. Кірова, пізніше він прибрав назви ім. Паризької комуни та «Друга п'ятирічка».
Чорне крило голодомору 1932—1933 рр. накрило Плешкані з особливою жорстокістю. У ті голодні роки село не долічилося кожного третього свого жителя, адже мученицькою смертю померло понад 720 жителів. Траплялися навіть випадки людоїдства і трупоїдства.
182 плешканівчанини захищало свою землю в роки Німецько-радянської війни, 115 загинуло. Понад 120 жителів села за мужність і героїзм на фронтах війни нагороджено бойовими відзнаками. Орденами Леніна, Червоного прапора, Вітчизняної війни 2-го ст. та Червоної Зірки була відзначена мужність командира батареї протитанкових гармат П. Г. Харченка. Кавалерами ордена Червоної Зірки стали фронтовики Ф. С. Артюхов, О. М. Боярко, І. Є. Даценко, В. Т. Олексенко та ін.
Наприкінці 1950-х років Плешкані були віднесені до Підставківської сільської ради. У 1958 р. місцеве господарство ім. Кірова об'єдналося з підставківським в єдиний колгосп ім. Леніна. Об'єднане господарство проіснувало до лютого 1967 р., коли в Плешканях повернулися до свого окремого колгоспу ім.50-річчя Жовтня. Головою його правління було обрано М. Г. Богданова. Потім упродовж двох років колгосп очолював В. С. Стеблина, а з 1969 по 1986 р. — М. Г. Даценко. За високі виробничі показники найкращих трудівників ланів і ферм відзначили високими державними нагородами. У червні 1966 р. звання Героя Соціалістичної Праці був удостоєний плешканівський комбайнер В. К. Кива. Кавалером ордена Леніна та Трудового Червоного Прапора став бригадир тракторної бригади І. В. Денисенко, Трудового Червоного Прапора — Голова колгоспу М. Г. Даценко та механізатор О. М. Лісовий, «Знак Пошани» — ланкові О. С. Боярко, М. О. Лісовий, М. Ф. Малюченко, механізатори М. І. Кива, О. В. Семенець, М. О. Степанець.
Своє друге дихання господарство і село отримали з приходом 1986 р. ініціативного і талановитого керівника Д. О. Лисуна. З жовтня 1987 р. село знову стало центром сільської ради, її першим головою було обрано М. М. Мисана. Одним із перших в області наприкінці 1990-х рр. плешканівське господарство було реорганізовано в приватне сільськогосподарське підприємство.

## Сучасність

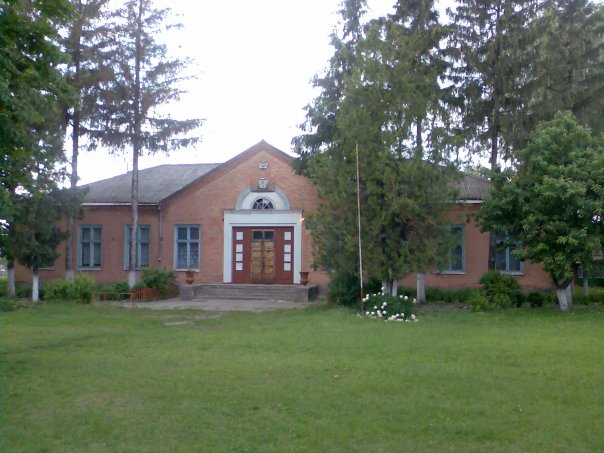
Плешканівська школа

Нині ПСП «Плешкані» — це потужне господарство тваринницько-зернового напрямку, в обробітку якого знаходиться понад 8,8 тис.га землі. У господарстві утримується понад 5 тис. голів ВРХ. Середня врожайність зернових перевищила 45 ц. з гектара, а удої молока — 5,6 тис.кг на кожну фуражну корову. Нещодавно було запущено зернову сушарку та новітній доїльний комплекс. Господарство перетворилося на школу передового досвіду з вирощування високих врожаїв зернових та досягнення оптимальної продуктивності тваринництва.
На території села діє 4 торгові точки, праацюють навчально-виховний комплекс (62 учні, 16 дошкільнят, 14 педагогів), будинок культури та бібліотека. Директор школи — Рябчун Л. М. Секція греко-римської боротьби виховує молодих спортсменів та привчає до здорового способу життя молоде покоління. На їх рахунку перемоги на районних, обласних та всеукраїнських змаганнях. Тренер — С. В. Власенко.
Плешкані — єдиний населений пункт на картах із такою назвою. У Російській Федерації (алтайський край та Тюменська область) знаходяться два села з однокореневою назвою — Плешкове. День села святкується в останню неділю березня. Свято храму святкується 4 листопада (Казанської ікони Божої матері за православним календарем).

## Відомі люди

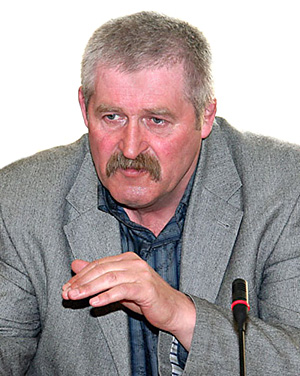
Лисун Дмитро Олександрович

- Авраменко Іван Петрович народився 1915 р. в с. Плешкані. Після закінчення курсів трактористів з 1931 по 1937 рр. очолював комсомольську-молодіжну бригаду Гельмязівської та Безпальчівської МТС. У 1937 р. призначений директором Гельмязівської МТС, у тому ж році — обраний депутатом Верховної Ради СРСР першого скликання, був нагороджений Великою золотою медаллю Всесоюзної сільськогосподарської виставки. З 1943 по 1944 рр. працював першим секретарем Золотоніського райкому партії, після цього — на відповідальних господарських посадах. Учасник освоєння цілинних земель. Помер 18 квітня 1983 р.
- Авраменко Петро Іванович (05 лютого 1937 року) — бандурист, заслужений артист України.
- Прудько  Пантелеймон Максимович - однорічник 29-го стрілецького куреня 10-ої пішої бригади 4-ої Київської дивізії армії УНР. Перебував у таборі інтернованих в м. Александрів, Польща. У 1928 році закінчив Українську господарську академію  в Подєбрадиах з  титулом інженера
- Гага В'ячеслав Олегович (1991—2015). Уродженець села, учасник війни на сході України. Нагороджений орденом «За мужність» III ступеня.
- Кива Василь Кузьмович народився 30 грудня 1911 р. в с. Плешкані. У 1933 р. закінчив курси трактористів при Гельмязівській МТС і був направлений помічником бригадира щойно створеної Безпальчівської МТС. У 1937 р. очолив тракторну бригаду, яка обслуговувала колгосп у с. Плешкані. З 1941 по 1945 рр. перебував на фронтах Німецько-радянської війни. З 1955 по 1970 рр. працював комбайнером плешканівського колгоспу. Указом Президента Верховної Ради СРСР від 23 червня 1966 р. йому було присвоєно звання Героя Соціалістичної Праці. У 1971 р. вийшов на заслужений відпочинок. Обирався депутатом Верховної Ради УРСР (1947 р.), делегатом ІІІ Всесоюзного з'їзду колгоспників (1969 р.), Нагороджений двома орденами Леніна, бойовими та трудовими медалями. Помер 2 вересня 1977 р.
- Кива Іван Кузьмович — тракторист. За високі досягнення в праці нагороджений орденом Леніна у 1939 році, загинув на фронті у 1942 році.
- Лисун Дмитро Олександрович народився 17 жовтня 1955 р. у с. Гірники Рівненської області. Здобув спеціальність інженера-електромеханіка в Українській сільгоспакадемії, працював головним інженером на Рівненщині та в с. Подільське, секретарем парторганізації, інструктором райкому КПУ. У січні 1986 р. був обраний головою колгоспу ім.50-річчя жовтня, згодом став директором ПСП «Плешкані». Працював головою Золотоніської райдержадміністрації, першим заступником голови Черкаської облдержадміністрації. Указом Президента України від 24 серпня 2006 р. за великі заслуги в організації аграрного виробництва йому було присвоєно почесне звання «Заслужений працівник сільського господарства України». Майстер спорту з вільної боротьби. Помер 30 липня 2010 р. від серцевого нападу.
- Беркут Юрій Володимирович народився 22 лютого 1963 р. в с. Плешкані. У 1970 р. вступив до першого класу Плешканівської 8-річної школи. З 1978 по 1982 рік навчався в Переяслав-Хмельницькому педагогічному училищі, яке закінчив з відзнакою. З 1982 по 1989 рік — студент Київського державного педагогічного інституту ім. М.Горького. Працював заступником міського голови, в управлінні праці та соціального захисту населення міської ради, начальником управління Пенсійного фонду України у м. Прилуки, депутатом Чернігівської обласної ради. 26 березня 2006 року обрано Прилуцьким міським головою.